# 安康路
安康路是位於新北市新店安坑地區的主要幹道，為市道110號新店區境內路段。為新店通往三峽的道路，也是安坑地區主要道路，分為三段。一段以碧潭大橋連接新店市區，同時也接上安坑交流道與市道111號（安和路），二段則經過安坑的人口稠密區，尾段三段連三峽。有多條巷子與岔路，分別通往新店山區的各大住宅社區，長期深受塞車所苦，因此有安坑輕軌以及替代道路新店安坑一號道路，中安快速道路興建。